# Longineu Parsons
Longineu Warren Parsons III (Parijs, 16 februari 1980) is een in Frankrijk geboren Amerikaanse drummer. Hij was van 1997 tot en met 2014 lid van de rockband Yellowcard.
Parsons drumt sinds hij 2 jaar oud was. Later speelde hij met zijn vader in het Longineu Parsons Ensemble. In 1997 vormde hij samen met Ben Dobson, Todd Clarry, Ben Harper, Sean Mackin en Warren Cooke, de band Yellowcard. Hun doorbraak kwam met de single Ocean Avenue. In 2014 verliet Parons de band om andere muzikale doelen na te jagen.
Parsons gebruikt een DW/pacific-drum en Zildjian-cymbalen. 